# شارلوت دوبسون
شارلوت دوبسون (بالإنجليزية: Charlotte Dobson)‏ هي متسابقة يخت بريطانية، ولدت في 5 يونيو 1986 في غلاسكو في المملكة المتحدة.

## وصلات خارجية
- شارلوت دوبسون على موقع الاتحاد الدولي للملاحة الشراعية (موقع جديد) (الإنجليزية)
- شارلوت دوبسون على موقع الاتحاد الدولي للملاحة الشراعية (موقع قديم) (الإنجليزية)
- شارلوت دوبسون على موقع اللجنة الأولمبية الدولية (الإنجليزية)
- شارلوت دوبسون على موقع أوليمبيديا (الإنجليزية)
- شارلوت دوبسون على موقع اللجنة الأولمبية البريطانية (الإنجليزية)